# Gypsophila bermejoi
Gypsophila bermejoi är en nejlikväxtart som beskrevs av G. López González. Gypsophila bermejoi ingår i släktet slöjor, och familjen nejlikväxter. Inga underarter finns listade i Catalogue of Life.